# Tarenna warburgiana
Tarenna warburgiana är en måreväxtart som beskrevs av Theodoric Valeton. Tarenna warburgiana ingår i släktet Tarenna och familjen måreväxter.
Artens utbredningsområde är Nya Kaledonien. Inga underarter finns listade i Catalogue of Life.